# LU Velorum
LU Velorum (LU Vel / GJ 375) es un sistema estelar en la constelación de Vela.
Se encuentra a 50,4 años luz del sistema solar.

## Características
LU Velorum es una estrella binaria cuyas componentes son dos enanas rojas iguales de tipo espectral M3.5V.
Tienen una temperatura efectiva de 3260 K y una masa equivalente al 36 % de la masa solar.
Más pequeñas que el Sol, su radio puede ser de aproximadamente 0,4 radios solares.
Conjuntamente, su luminosidad equivale al 5 % de la luminosidad solar.
El período orbital de esta binaria es de 1,8766 días, siendo el semieje mayor de la órbita de 0,026 UA.
Pese a que el plano orbital está inclinado 82° respecto al plano del cielo, LU Velorum no es una binaria eclipsante.

## Variabilidad
LU Velorum aparece catalogada como estrella fulgurante, habiéndose observado una variación de brillo de más de dos magnitudes.
Por otra parte, parece ser cromosféricamente activa por lo que también es una variable BY Draconis.
Emite energía en forma de rayos X, siendo su luminosidad en dicha región del espectro 0,018×1024 W.